# Cenacolo della Badia di Passignano
Il Cenacolo della Badia di Passignano (Ultima Cena) è un affresco di Domenico Ghirlandaio, databile al 1476 e conservato nell'abbazia di San Michele Arcangelo a Passignano a Tavarnelle Val di Pesa in provincia di Firenze.

## Storia
Si tratta della prima prova del Ghirlandaio sul tema dell'"Ultima Cena", che venne ripetuta poi nel Cenacolo di Ognissanti (1480) e nel Cenacolo di San Marco (1486).
L'opera venne eseguita con la collaborazione del fratello David ed è documentata dal 25 giugno al 1º settembre 1476. I due artisti tornarono una seconda volta alla Badia dal 22 ottobre al 22 dicembre 1477 per affrescare la sala del Capitolo e una terza volta dal 13 maggio al 12 giugno 1478 per dipingere il giardinuzzo, queste ultime due opere perdute.
I lavori avvennero sotto la direzione dell'abate Isidoro del Sera il quale decise di farvi realizzare un'"Ultima Cena", secondo le consuetudini monastiche. La parte decorativa venne affidata inizialmente a Bernardo Rosselli che nel 1472 dipinse  le due lunette poste sopra il cenacolo, per questo lavoro ricevette una paga di 24 lire. Dei lavori dei Ghirlandaio a Passignano ha scritto anche Giorgio Vasari e nel libro della contabilità del monastero si leggono i compensi percepiti dai due fratelli, ma anche i materiali usati e chi li forniva.

## Descrizione e stile
Il Cenacolo dei Ghirlandaio mostra un ambiente claustrale, quasi un refettorio; la scena è inquadrata in un'architettura quattrocentesca chiaramente ispirata al cenacolo di Andrea del Castagno in Sant'Apollonia, ma la prospettiva non è impeccabile in quanto le figure degli apostoli sono sproporzionate rispetto al basso soffitto della scatola prospettica.
Al centro di tutto ci sono i due protagonisti: Cristo, raffigurato con un'espressione solenne, getta lo sguardo sul tavolo e alza la mano destra per benedire e al suo petto si appoggia Giovanni, il discepolo prediletto; di fronte c'è Giuda che consapevole del suo tradimento con la sua posa, il suo sguardo rivolto verso il basso e i capelli disordinati esprime una cupa solitudine. Diverse sono le espressioni e le figure degli altri apostoli: alcuni mostrano un volto bello e giovane mentre altri sono vecchi e rugosi, con il più vecchio di loro ripreso in atteggiamento orante. I gesti sono forzati e poco naturali, tesi a evidenziare le caratteristiche individuali di ciascun apostolo: Pietro ad esempio solleva accigliato il coltello, prefigurando la difesa che intentò la notte successiva nel Getsemani contro i soldati venuti per arrestare Gesù. Ognuno di loro è ancora isolato e allineato in maniera paratattica con scarsa interazione tra l'uno e l'altro, come nei cenacoli trecnteschi. Lo schema geometrico irrigidisce la rappresentazione, ma i colori più caldi rispetto ai precedenti cenacoli fiorentini danno un'atmosfera più intima e addolcita.
Notevole e messa ben in evidenza la ricchezza della tavola e la finezza delle bottiglie di acqua e vino, i bicchieri e i pani: a differenza di Andrea del Castagno infatti, Ghirlandaio orientò la tavola in modo da lasciar vedere le vivande, permettendogli di creare una sorta di natura morta in cui riversare la sua conoscenza dell'arte fiamminga, nella cura dei dettagli e dei diversi riflessi che la luce crea sulle varie superfici.
Al posto della tipica Crocifissione, nelle lunette soprastanti, si trovano due scene della Genesi, dall'analogo significato legato al tema della Redenzione. Dipinte da Bernardo di Stefano Rosselli, rappresentano la Cacciata dal Paradiso terrestre e Caino che uccide Abele.